# 傷だらけの人生 古いやつでござんす
『傷だらけの人生 古い奴でござんす』（きずだらけのじんせい ふるいやつでござんす）は、1972年（昭和47年）1月22日に公開された東映製作の日本映画。92分。監督；小沢茂弘。主演；鶴田浩二。

## 概要
傷だらけの人生シリーズの2作目。渡世上敵同士になってしまった兄弟が、実の兄弟とはいえど決着をつけなければいけないという宿命に悩まされる。

## ストーリー
昭和六年、日本軍が満州に進攻し日本で軍国化進む中、石切一家総長・石切は対立している富士上一家総長・大勧進に対抗するために軍部や資本家と結託して、飛田新地の縄張りにするために狙っていた。大勧進一家若頭の大西栄次郎は弟である石切一家の若頭でもあり大西組組長の竜三と富士上一家の代貸・宮地安五郎のいざこざの仲裁をしていこう、栄次郎と竜三の仲に溝ができ始め、竜三に惚れらていて、栄次郎に惚れている芸者のおりょうが栄次郎に寄り添い始め溝が深って行く。

## スタッフ
- 監督：小沢茂弘
- 企画：俊藤浩滋、橋本慶一
- 脚本：小沢茂弘、村尾昭
- 撮影：吉田貞次
- 照明：金子凱美
- 録音：溝口正義
- 美術：鈴木孝俊
- 音楽：渡辺宙明
- 編集：宮本信太郎
- 助監督：篠塚正秀
- 記録：梅津泰子
- 装置：温井弘司
- 装飾：宮川俊夫
- 美粧結髪：東和美粧
- スチール：諸角良雄
- 演技事務：上田義一
- 衣裳：岩逧保
- 擬斗：上野隆三
- 進行主任：上田正直

## 出演
- 大西栄次郎：鶴田浩二
- 清江辰太郎：大木実
- 神田良吉：天知茂
- 宮地安五郎：長門裕之
- おりょう：浜木綿子
- 花井銀次：待田京介
- 石切力松：遠藤辰雄
- 田沼大尉：天津敏
- 剣持勇作：渡辺文雄
- くに子：北林早苗
- おあき：三島ゆり子
- 三郎の母親：山田桂子
- おたき：荒木雅子
- 早川三郎：岡八郎
- 大勧進義之助：北村英三
- 山室彦七：汐路章
- 藤井又吉：有川正治
- 土方の市：阿波地大輔
- 日高又六：西田良
- 溝口勘造：田中浩
- 剣持の用心棒：林彰太郎
- 田宮勇：中村錦司
- 相良登：楠本健二
- 石丸刑事：江幡高志
- 女郎屋の客：青空千夜・一夜
- ぶぶと為：平沢彰
- ハッパの熊：志賀勝
- 山中末松：野口貴史
- 平松重次：丘路千
- 千代菊：女屋実和子
- 万竜：小島恵子
- 親分：熊谷武
- 親分・賭場の客：野村鬼笑
- 親分：浪花五郎、鳴海剣吾
- 駄菓子屋の親父：藤川弘
- 賭場の旦那：市川裕二
- 水野専一：秋山勝俊
- 五味源吉：北川俊夫
- 今仲日出男：川谷拓三
- 小倉徳三：大矢敬典
- 坂下勝：藤本秀夫
- 玉島喜八：森谷譲
- 三崎清：八尋洋
- 親分：小田真士
- 井尻音吉 ：疋田泰盛
- 鬼島徹：藤長照夫
- 憲兵：小山田良樹
- 桜田：那須伸太朗
- 金子伊兵衛：小峰一男
- 賭場の旦那：有島淳平
- おくま：東竜子
- 老婆：京町一代
- 女将：大江光
- 老婆：山田光子
- お初：丸平峰子
- いく代：若山ゆかり
- 幼少期の栄次郎：三木豊
- 花井金一：赤松志乃武
- 幼少期の竜三：坂本香
- 巡査：西山清孝
- 巡査・憲兵：有田剛
- 大森吾助：村田玉郎
- 大西竜三：若山富三郎

## 主題歌
「傷だらけの人生」
- ビクターレコード
- 作詞：藤田まさと
- 作曲：吉田正
- 歌：鶴田浩二

## 映像ソフト
- 2001年5月21日に東映ビデオからビデオソフト（VHS）が発売されたが絶版、現在はDVD化はされていない。

## 同時上映
- 「喜劇 セックス攻防戦」
- 監督：高桑信